# Московский киновидеоинститут
Московский киновидеоинститут (МКВИ) —  ранее существовавший институт в Москве, филиал Санкт-Петербургского государственного университета кино и телевидения (СПбГУКиТ), в прошлом Ленинградский институт киноинженеров, который был основан в 1918 году.
30 августа 2013 года фактически ликвидирован. В 2014 году лишён лицензии на право ведения образовательной деятельности .

## История
В 1970 году приказом Госкино СССР был основан филиал Ленинградского института киноинженеров в Москве. В 2000 году филиал был преобразован в Московский киновидеоинститут (МКВИ) с утверждением соответствующего статуса в Министерстве образования и Министерстве культуры РФ.

## Описание
В институте работали около 50 преподавателей и учились более 700 студентов, обучавшихся по заочной форме с вечерним графиком обучения, в том числе 200 студентов, обучавшихся по сокращенной программе. Институт готовил специалистов в области кинопроизводства, звукорежиссуры и экономики на предприятиях социально-культурной сферы. Это единственное высшее учебное заведение Москвы, которое вело подготовку инженерных кадров для киноотрасли.

## Стремительная ликвидация
30 августа 2013 года руководство Санкт-Петербургского госуниверситета кино и телевидения (ГУКиТ)  неожиданно приняло решение спешно ликвидировать свой столичный филиал — Московский киновидеоинститут. Большинство студентов узнали о закрытии вуза лишь 2 сентября, придя на первую в учебном году лекцию.  Студентам заочной формы обучения было предложено ездить в Петербург для сдачи сессии. А студентов очной формы обучения, поставили перед выбором: с 15 сентября переехать в Санкт-Петербург или быть отчисленными. Столь стремительная ликвидация ВУЗа по некоторым данным была связана с конфликтом вокруг занимаемыми МКВИ площадями в здании Московского конструкторского бюро киноаппаратуры, на которых должен быть создан, согласно постановлению правительства РФ, центр российской анимации "Союзмультфильм".